# Go (1999)
Go! (bra: Vamos Nessa, ou Vamos Nessa: A Vida Começa às 3 da Manhã; prt: Go - A Vida Começa às 3 da Manhã) é um filme independente americano de 1999, do gênero comédia dramático-policial, escrito por John August e dirigido por Doug Liman.
Estrelado por William Fichtner, Katie Holmes, Jay Mohr, Sarah Polley, Scott Wolf, Taye Diggs, Breckin Meyer, Timothy Olyphant, Desmond Askew, Jane Krakowski, J. E. Freeman e Melissa McCarthy em sua estreia no cinema, o filme conta a mesma história sob três pontos de vista. A trilha sonora conta com o hit New, da banda californiana No Doubt.
Apesar de ter tido um desempenho moderado nas bilheterias, foi aclamado pela crítica, alancando 91% de aprovação do Rotten Tomatoes. Desde então, tornou-se um clássico cult.
O filme recebeu duas indicações nos Prêmios Independent Spirit nas categorias de melhor diretor para Doug Liman e melhor atriz coadjuvante para Sarah Polley.

## Sinopse
Por volta do Natal, Ronna (Sarah Polley), trabalhando horas extras em seu emprego no supermercado para evitar ser despejada, é abordada por Adam (Scott Wolf) e Zack (Jay Mohr) para comprar 20 gramas de ecstasy, que eles esperavam comprar de seu colega ausente, Simon (Desmond Askew).
Depois do trabalho, Ronna se aproxima do traficante de Simon, Todd (Timothy Olyphant), para tomar as pílulas. Ela é incapaz de pagar o valor total, então deixa sua amiga Claire (Katie Holmes) com Todd como garantia. Ronna se encontra com Adam e Zack, mas fica desconfiada de Burke (William Fichtner), um estranho que os acompanha e pressiona-a pelo êxtase. Ela joga as drogas no vaso sanitário e sai, depois rouba pílulas sem receita médica para substituí-las, ajudada por Manny (Nathan Bexton), que havia engolido secretamente duas das pílulas de ecstasy, sem perceber sua força. Ronna dá 20 dos comprimidos falsos para Todd. Ela, Claire e Manny, em seguida, vão a uma rave onde ela vende o resto das pílulas falsas como êxtase.
Todd percebe que as pílulas são falsas e persegue Ronna na rave. Ronna foge, escondendo o agora incapacitado Manny em um beco e prometendo voltar com seu carro. Todd a confronta com uma arma no estacionamento quando é atropelada por um carro que se afasta, deixando-a imóvel em uma vala.
A história recomeça da perspectiva de Simon, que está em uma viagem a Las Vegas com Marcus (Taye Diggs), Tiny (Breckin Meyer) e Singh (James Duval). Simon chega a um casamento e faz sexo com duas das madrinhas de casamento antes de acidentalmente incendiarem seu quarto de hotel. Simon e Marcus deixam o hotel, roubando uma Ferrari de alguém que acha que Marcus é um manobrista.
Os dois vão para um clube de striptease onde Simon enfurece o segurança, Victor Jr., tateando uma das strippers. Simon atira em Victor Jr. no braço com uma arma que ele encontrou no carro. Ele e Marcus fogem para o hotel, despertando Tiny e Singh. Uma perseguição de carro acontece e os quatro mal escapam do segurança e de seu pai, Victor Sr. (J. E. Freeman), mas Victor Sr. rastreia seu endereço no cartão de crédito.
A história muda de perspectiva para Adam e Zack, atores de uma soap opera. Tendo sido presos por posse de drogas, eles são forçados a trabalhar para Burke, um detetive da polícia, para prender seu traficante. Adam está equipado com um dispositivo de escuta secreta. Como Simon está ausente, os dois combinam a compra de drogas de Ronna. Quando Ronna chega mais tarde para fazer o acordo, Zack a adverte secretamente, então ela joga as drogas no vaso sanitário e sai.
Após o fracasso, Burke convida Adam e Zack para o jantar de Natal, onde eles observam um comportamento estranho de Burke e sua esposa, Irene (Jane Krakowski). Burke e Irene finalmente lançam uma empresa de marketing multinível para os dois durante o jantar. O par dá desculpas e sai. Discutindo suas infidelidades mútuas, Adam e Zack percebem que ambos trapacearam com a mesma pessoa, Jimmy. Eles descobrem que ele está delirando e o confrontam, cortando uma mecha de cabelo.
Deixando a rave, acidentalmente atropelam Ronna, entram em pânico e vão embora quando veem Todd com uma arma. Zack tenta tranquilizar Adam que, mesmo que Ronna tivesse sobrevivido, Todd teria atirado nela. Adam percebe, horrorizado, que ele ainda está usando seu dispositivo de escuta secreta. Temendo que eles tenham sido gravados, os dois retornam à cena para remover o corpo de Ronna, mas descobrem que ela está inconsciente. Eles a sustentam em um carro, disparam o alarme e observam à distância enquanto outros foliões chamam uma ambulância.
No intervalo da manhã, Claire vai a um restaurante para se encontrar com Ronna e Manny, mas encontra Todd. Os dois acabam indo para o prédio do Todd. Enquanto se beijam na escada, eles são confrontados pelos dois Victors. Simon chega, esperando se esconder por alguns dias. A briga resultante é interrompida por Claire, que se recusa a testemunhar um assassinato.
Simon concorda em levar um tiro no braço de Victor Jr. quando Claire sai com nojo. Enquanto isso, Ronna acorda no hospital e vai mancando até o supermercado para começar a trabalhar. Percebendo que ela deixou Manny na rave, ela e Claire retornam ao local para encontrar Manny pálido e tremendo no beco. Os três vão para o carro de Ronna, onde Ronna pensa que agora pode pagar o aluguel e Manny pergunta quais são seus planos para o Ano Novo.[carece de fontes?]

## Elenco
- William Fichtner como Burke
- Desmond Askew como Simon Baines
- Scott Wolf como Adam
- Jay Mohr como Zack
- Sarah Polley como Ronna Martin
- Timothy Olyphant como Todd Gaines
- Katie Holmes como Claire Montgomery
- Nathan Bexton como Manny
- Tony Denman como Track Suit Guy
- Taye Diggs como Marcus
- Breckin Meyer como Tiny
- James Duval como Singh
- Melissa McCarthy como Sandra
- J. E. Freeman como Victor, Sr.
- Jimmy Shubert como Victor, Jr.
- Jane Krakowski como Irene
- Tané McClure como Holly
- Suzanne Krull como mulher de cabelos pegajosos
- Natasha Melnick como garota anoréxica
- Zoe Cunningham como Barbra Lee
- Manu Intiraymi como Skate Punk Guy
- Robert Peters como Switterman

## Produção
John August escreveu originalmente a parte da história que envolvia Ronna como um curta-metragem intitulado X, inspirado no supermercado "Rock 'n' Roll Ralphs" no Sunset Boulevard. Depois de amigos perguntaram sobre a viagem de Simon para Las Vegas, e o que estava acontecendo com Adão e Zack, ele escreveu mais duas partes, representando a natureza do filme.
Depois de assistir Swingers, John August e os produtores acharam que o diretor Doug Liman seria o encaixe perfeito, e Liman assinou contrato logo depois. Polley, que reside no Canadá, recebeu o papel diretamente, sem audição. Olyphant foi uma adição tardia; ele estava prestes a filmar o filme Practical Magic, mas foi demitido de seu papel e substituído por Aidan Quinn, permitindo que ele se juntasse ao elenco como Todd.
Ele foi chamado para fazer uma audição para Adam ou Zack, mas todos concordaram que ele era melhor como traficante de drogas Todd, o personagem que ele queria interpretar. Quando Go estava prestes a começar a filmar, seu financiamento externo fracassou porque o filme carecia de uma "estrela masculina branca e lucrativa". A Columbia Pictures interveio e financiou o filme. Como a maior parte do enredo acontece à noite, August se lembrou de estar "lá fora no escuro das 20h às 8h da manhã por 25 dias" durante as filmagens.
Liman respondeu se a ajuda financeira da Columbia Pictures permitiu gastos melhores do orçamento do filme, dizendo "Não é bem assim. Continuamos filmando em bares e lugares públicos para manter o orçamento baixo. Várias cenas eu filmei sozinho, levando apenas a câmera e a luz. A cena em que Manny está alucinando no carro e na lixeira foram feitas assim. O ator teve que ligar a câmera para mim".

## Trilha sonora
| N.º | Título                                 | Artista(s)                              | Duração |  |
| 1.  | "New"                                  | No Doubt                                | 4:13    |  |
| 2.  | "Steal My Sunshine"                    | Len                                     | 4:08    |  |
| 3.  | "Magic Carpet Ride" (Steir's mix)      | Philip Steir com Steppenwolf            | 3:25    |  |
| 4.  | "Troubled by the Way We Came Together" | Natalie Imbruglia                       | 3:50    |  |
| 5.  | "Gangster Trippin'"                    | Fatboy Slim                             | 5:19    |  |
| 6.  | "Cha Cha Cha" (Go remix)               | Jimmy Luxury & The Tommy Rome Orchestra | 3:27    |  |
| 7.  | "Song for Holly"                       | Esthero com Danny Saber                 | 4:06    |  |
| 8.  | "Fire Up the Shoesaw" (LP version)     | Lionrock                                | 5:43    |  |
| 9.  | "To All the Lovely Ladies" (radio mix) | Goldo                                   | 3:14    |  |
| 10. | "Good to Be Alive"                     | DJ Rap                                  | 4:15    |  |
| 11. | "Believer"                             | BT                                      | 5:11    |  |
| 12. | "Shooting Up in Vain" (T-Ray remix)    | Eagle-Eye Cherry                        | 4:51    |  |
| 13. | "Talisman"                             | Air                                     | 4:16    |  |
| 14. | "Swords"                               | Leftfield com Nicole Willis             | 7:17    |  |